# Relictoseborgia hershleri
Relictoseborgia hershleri is een vlokreeftensoort uit de familie van de Seborgiidae. De wetenschappelijke naam van de soort is voor het eerst geldig gepubliceerd in 1992 door Holsinger.